# ジヴリー＝アン＝アルゴンヌ
ジヴリー＝アン＝アルゴンヌ （Givry-en-Argonne）は、フランス、グラン・テスト地域圏、マルヌ県のコミューン。

## 地理
コミューンはサント＝ムヌーとは15km離れている。

## 人口統計
| 1962年 | 1968年 | 1975年 | 1982年 | 1990年 | 1999年 | 2006年 | 2015年 |
| ------ | ------ | ------ | ------ | ------ | ------ | ------ | ------ |
| 478    | 610    | 523    | 541    | 525    | 491    | 471    | 452    |

参照元:1962年から1999年までは複数コミューンに住所登録をする者の重複分を除いたもの。それ以降は当該コミューンの人口統計によるもの。1999年までEHESS/Cassini、2006年以降INSEE。

## 出身者
- シャルル＝フランソワ・ドラクロワ（Fr） - 政治家。画家ウジェーヌ・ドラクロワの父